# Рыбаки (Итуруп)
Рыбаки́ — село на острове Итуруп в 3 км к юго-западу от города Курильска.
Согласно административно-территориальному делению России, контролирующей Итуруп, село расположено в Курильском городском округе Сахалинской области России.

## География
Находится на охотоморском берегу срединной части Итурупа, в устье реки Рыбацкая, в 3 км к юго-западу от районного центра.

## История
До 1945 года принадлежало японскому губернаторству Хоккайдо и называлось Аримоэ (яп. 有萌). После присоединения Курильских островов к СССР село получило современное название (предлагался также вариант Аринка).
В 2004 году преобразовано из посёлка в село Рыбаки.

## Население
| 2002 | 2010 | 2021 |
| ---- | ---- | ---- |
| 20   | ↗23  | ↘3   |

По переписи 2002 года население — 20 человек (17 мужчин, 3 женщины). Преобладающая национальность — русские (95 %).